# دائرة سعيدة
دائرة سعيدة هي إحدى دوائر ولاية سعيدة الجزائرية.